# Jakub Śmiechowski
Jakub Śmiechowski, detto Kuba (Varsavia, 11 ottobre 1991), è un pilota automobilistico polacco, vincitore della 24 Ore di Le Mans nell'edizione 2023 nella classe LMP2 su Oreca 07.
Inoltre nella sua carriera ha vinto la Asian Le Mans Series nella classe LMP3 2019 ed è arrivato secondo alla European Le Mans Series 2018 nella categoria LMP3.
Oltre a gareggiare per il team Inter Europol Competition ricopre anche il ruolo di Team Principal.

## Carriera
Jakub Śmiechowski esordisce nella Formula Renault italiana nel 2009, due anni passa alla Formula Renault Nord Europea Cup unendosi al team polacco Inter Europol Competition. Nel 2014 vince la BOSS GP - Open e arriva secondo nella serie Remus F3 Cup.
Nel 2016 esordisce nella European Le Mans Series (classe LMP3) correndo per il team Inter Europol Competition. Il suo primo podio arriva l''anno seguente ottenendo il secondo posto al Paul Ricard. Nel 2018 con il supporto di Martin Hippe conquista la vittoria alla 4 ore di Portimão e chiude secondo nella classe LMP3. Nello stesso periodo partecipa V de V Endurance Series dove, sempre con Inter Europol Competition, vince la serie nel 2016 e 2017.

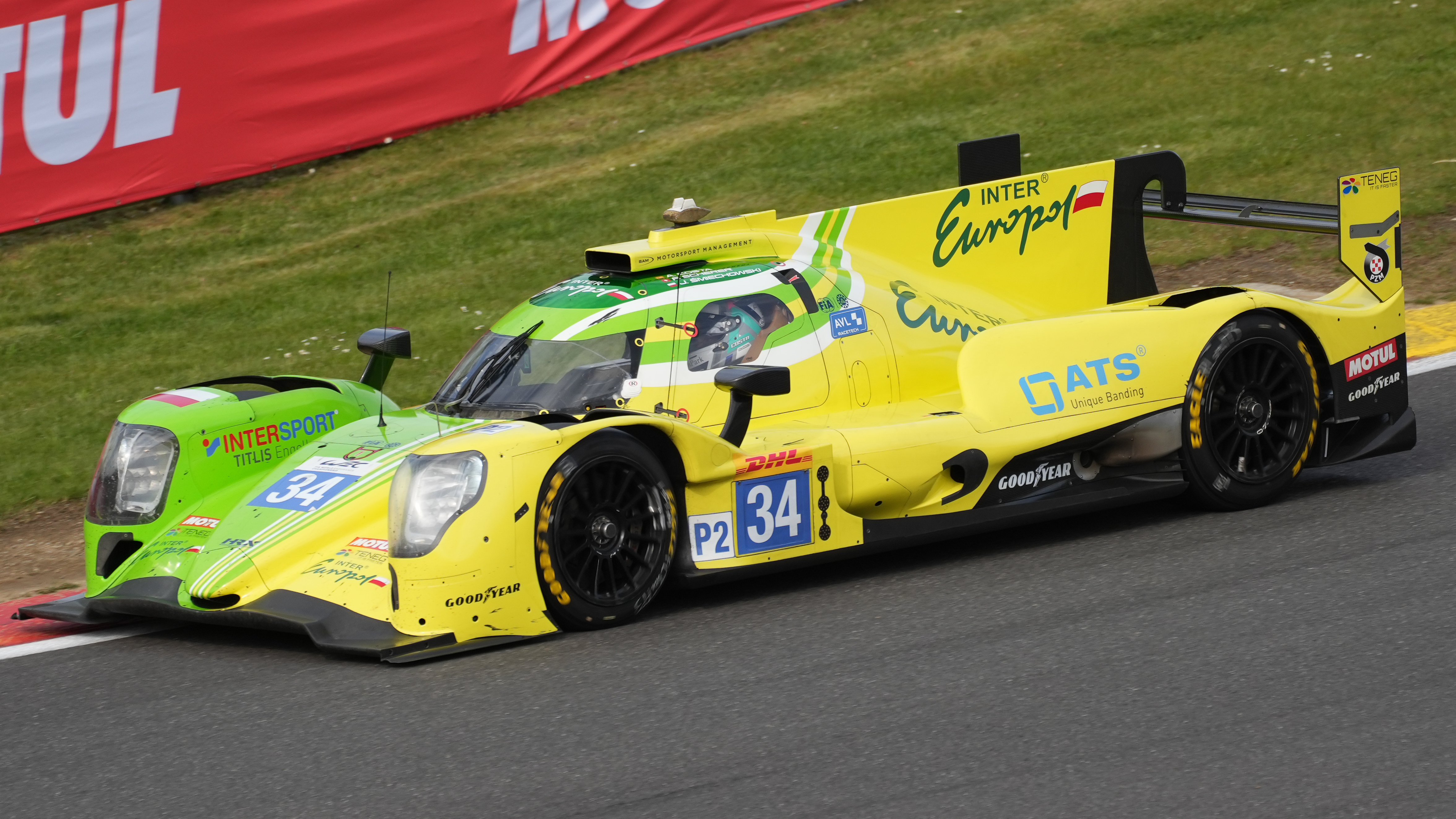
Jakub Śmiechowski durante la 6 Ore di Spa-Francorchamps

Nel 2019 esordisce alla 24 Ore di Le Mans gareggiando nella classe LMP2 per il team Inter Europol Competition. Lo stesso anno ottiene la vittoria della Asian Le Mans Series nella classe LMP3 con Martin Hippe. L'anno seguente viene confermato dal team per competere nella European Le Mans Series.
Nel 2021 partecipa al Campionato del mondo endurance correndo sempre per Inter Europol al fianco di Alex Brundle e Renger van der Zande. L'anno seguente viene confermato dal team polacco insieme con Brundle e Esteban Gutiérrez.
Il 2023 è un anno decisivo per Śmiechowski, in coppia con Albert Costa e Fabio Scherer, ottengono due podi e la vittoria di classe nella 24 Ore di Le Mans 2023, la prima per il team Inter Europol Competition. Nel 2024 la classe LMP2 nel Wec viene soppressa, per questo il team e Śmiechowski spostano le loro forza nella European Le Mans Series dove il polacco divide l'Oreca 07 con Jonathan Aberdein e Clément Novalak.

## Risultati

### 24 Ore di Le Mans
| Anno | Team                      | Co-Piloti                         | Auto                  | Classe | Giri | Pos. | Classe Pos. |
| ---- | ------------------------- | --------------------------------- | --------------------- | ------ | ---- | ---- | ----------- |
| 2019 | Inter Europol Competition | Nigel Moore James Winslow         | Ligier JS P217-Gibson | LMP2   | 325  | 45°  | 16°         |
| 2020 | Inter Europol Competition | René Binder Matevos Isaakyan      | Ligier JS P217-Gibson | LMP2   | 316  | 42°  | 17°         |
| 2021 | Inter Europol Competition | Alex Brundle Renger van der Zande | Oreca 07-Gibson       | LMP2   | 360  | 10°  | 5°          |
| 2022 | Inter Europol Competition | Alex Brundle Esteban Gutiérrez    | Oreca 07-Gibson       | LMP2   | 360  | 17°  | 13°         |
| 2023 | Inter Europol Competition | Albert Costa Fabio Scherer        | Oreca 07-Gibson       | LMP2   | 328  | 9°   | 1°          |
| 2024 | Inter Europol Competition | Vladislav Lomko Clément Novalak   | Oreca 07-Gibson       | LMP2   | 197  | 16°  | 2°          |
| 2025 | Inter Europol Competition | Tom Dillmann Nick Yelloly         | Oreca 07-Gibson       | LMP2   | 367  | 19°  | 1°          |

### Risultati nel WEC
| Anno    | Squadra                   | Classe | Vettura  | SPA | ALG | MNZ | LMS | BHR | BHR |     | Punti | Pos. |
| ------- | ------------------------- | ------ | -------- | --- | --- | --- | --- | --- | --- | --- | ----- | ---- |
| 2021    | Inter Europol Competition | LMP2   | Oreca 07 | 5   | 5   | 4   | 5   | 9   | 5   |     | 84    | 6°   |
| Anno    | Squadra                   | Classe | Vettura  | SEB | SPA | LMS | MON | FUJ | BHR |     | Punti | Pos. |
| 2022    | Inter Europol Competition | LMP2   | Oreca 07 | NC  | Rit | 8   | 4   | 11  | NC  |     | 20    | 15°  |
| Anno    | Squadra                   | Classe | Vettura  | SEB | ALG | SPA | LMS | MON | FUJ | BHR | Punti | Pos. |
| 2023    | Inter Europol Competition | LMP2   | Oreca 07 | 3   | 10  | 3   | 1   | 5   | 9   | 6   | 114   | 2°   |
| Legenda |                           |        |          |     |     |     |     |     |     |     |       |      |

* Stagione in corso.

### Risultati 24 ore di Daytona
| Anno | Team                 | Co-piloti                                  | Auto     | Classe | Giri | Pos. | Pos Cat. |
| ---- | -------------------- | ------------------------------------------ | -------- | ------ | ---- | ---- | -------- |
| 2024 | Inter Europol by PR1 | Nick Boulle Tom Dillmann Pietro Fittipaldi | Oreca 07 | LMP2   | 767  | 12º  | 4º       |

## Palmarès
- 1  24 Ore di Le Mans: (2023) nella Classe LMP2 con Fabio Scherer e Albert Costa
- 1  Asian Le Mans Series: (2018-19) nella Classe LMP3 con Martin Hippe
- 2  V de V Endurance Series (2016 e 2017)
- 1  BOSS GP - Open